# Lluís de Mecklenburg-Schwerin
Lluís de Mecklenburg-Schwerin - Ludwig, Herzog zu Mecklenburg (alemany) - (Grabow, 6 d'agost de 1725 - Schwerin, 12 de setembre de 1778) fou el segon fill del duc Cristià Lluís II (1683-1756) i de la princesa Gustava Carolina de Mecklenburg-Strelitz (1694-1748), la filla petita del duc Adolf Frederic II de Mecklenburg i de la seva primera dona, la princesa Maria de Mecklenburg-Güstrow.
El 13 de maig de 1755 es va casar amb la princesa Carlota Sofia de Saxònia-Coburg Saafeld (1731-1810), la filla gran del duc Francesc Josies i de la princesa Anna Sofia de Schwarzburg-Rudolstadt. El matrimoni va tenir dos fills:
- Frederic Francesc I (1756-1837), casat amb la princesa Lluïsa de Saxònia-Gotha (1756-1808).
- Sofia Frederica (1758-1794), casada amb el príncep  Frederic de Dinamarca (1753-1805).

Després de la mort del seu pare, el seu germà gran, Frederic es va fer càrrec del govern del Ducat de Mecklenburg-Schwerin. Atès que el matrimoni no va tenir fills, el 1756 Lluís va ser nomenat príncep hereu i el seu fill més tard es va fer càrrec de la regència de Mecklenburg-Schwerin. Juntament amb la seva dona, el príncep hereu Lluís era considerat un notable protector i defensor de les arts.